# 本渓鋼鉄
本渓鋼鉄（集団）有限責任公司（ほんけいこうてつ（しゅうだん）ゆうげんせきにんこうし）は、中華人民共和国（中国）遼寧省に本拠を置く鉄鋼企業である。略称は「本鋼」。1905年に大倉喜八郎が設立した企業が前身。
遼寧省本渓市平山区を本拠とし、傘下に本渓湖炭鉱も持ち、鉄鉱石2000万トン超、鋼1000万トンの生産能力を有する。親会社は本鋼集団有限公司で、同社が100%出資する。本鋼集団は同じ本渓市にある北台鋼鉄（集団）有限責任公司との再編で2010年6月に設立された。北台鋼鉄のほかにも本渓鋼鉄は遼寧省鞍山市の鉄鋼企業鞍山鋼鉄集団と提携、鞍本鋼鉄集団を設立している。
傘下の本鋼板材股分有限公司（略称「本鋼板材」）は1997年6月27日成立の上場企業で、深圳証券取引所（A株：コード000761、B株：コード200761）に上場する。本鋼板材の株式の82.07%を本渓鋼鉄が保有する。

## 参照項目
- 本渓湖炭鉱